# Савинецька сільська рада (Ярмолинецький район)
Савине́цька сільська́ ра́да — колишня адміністративно-територіальна одиниця та орган місцевого самоврядування в Ярмолинецькому районі Хмельницької області. Адміністративний центр — село Савинці.

## Загальні відомості
- Територія ради: 37,4 км²
- Населення ради: 813 особи (станом на 2001 рік)

## Населені пункти
Сільській раді підпорядковані населені пункти:
- с. Савинці

## Склад ради
Рада складається з 12 депутатів та голови.
- Голова ради: Дзюбак Микола Михайлович
- Секретар ради: Гонта Майя Василівна

### Керівний склад попередніх скликань
| Прізвище, ім'я, по батькові | Основні відомості                                                 | Дата обрання | Дата звільнення |
| --------------------------- | ----------------------------------------------------------------- | ------------ | --------------- |
| Солярик Марія Михайлівна    | Сільський голова, 1948 року народження, позапартійна              | 26.03.2006   | 31.10.2010      |
| Дзюбак Микола Михайлович    | Сільський голова, 1957 року народження, освіта вища, безпартійний | 31.10.2010   |                 |

Примітка: таблиця складена за даними сайту Верховної Ради України

### Депутати
За результатами місцевих виборів 2010 року депутатами ради стали:

#### За суб'єктами висування
| Суб'єкт висування | Кількість обраних депутатів | %    |
| ----------------- | --------------------------- | ---- |
| Народна партія    | 5                           | 41,7 |
| Самовисування     | 5                           | 41,7 |
| Партія регіонів   | 2                           | 16,7 |

#### За округами
| № округу        | Прізвище, ім'я, по батькові    | Дата визнання обраним | Освіта  | Партійна приналежність | Відомості про обраного депутата                         |
| --------------- | ------------------------------ | --------------------- | ------- | ---------------------- | ------------------------------------------------------- |
| Народна Партія  |                                |                       |         |                        |                                                         |
| 1               | Басун Наталія Володимирівна    | 05.11.2010            | вища    | член Народної партії   | Савинецька сільська рада, бухгалтер                     |
| 2               | Герасимова Світлана Степанівна | 05.11.2010            | вища    | член Народної партії   | Савинецька бібліотека, завідувачка                      |
| 3               | Гонтар Майя Василівна          | 05.11.2010            | вища    | член Народної партії   | Савинецька сільська рада, секретар                      |
| 4               | Гора Михайло Іванович          | 05.11.2010            | середня | член Народної партії   | СВК «Поляна», водій                                     |
| 10              | Сторож Олександр Анатолійович  | 05.11.2010            | середня | член Народної партії   | тимчасово не працює                                     |
| Партія регіонів |                                |                       |         |                        |                                                         |
| 8               | Кузьмінська Майя Миколаївна    | 05.11.2010            | середня | член Партії регіонів   | тимчасово не працює                                     |
| 9               | Резнічук Галина Степанівна     | 05.11.2010            | вища    | позапартійна           | СВК «Поляна», доярка                                    |
| Самовисування   |                                |                       |         |                        |                                                         |
| 5               | Дацков Василь Анатолійович     | 05.11.2010            | середня | позапартійний          | СВК «Поляна», водій                                     |
| 6               | Дзюбак Віталій Петрович        | 05.11.2010            | середня | позапартійний          | СВК «Поляна», водій                                     |
| 7               | Заїзжена Галина Володимирівна  | 05.11.2010            | вища    | позапартійна           | Савинецький фельдшерсько-акушерський пункт, завідувачка |
| 11              | Супрун Галина Йосипівна        | 05.11.2010            | середня | позапартійна           | приватний підприємець, продавець                        |
| 12              | Хованець Людмила Володимирівна | 05.11.2010            | вища    | позапартійна           | тимчасово не працює                                     |